# Ategumia
Ategumia là một chi bướm đêm thuộc họ Crambidae.

## Các loài
- Ategumia actealis (Walker, 1859)
- Ategumia adipalis (Lederer, 1863)
- Ategumia crocealis (Dognin, 1906)
- Ategumia dilecticolor (Dyar, 1912)
- Ategumia ebulealis (Guenée, 1854)
- Ategumia fatualis (Lederer, 1863)
- Ategumia insipidalis (Lederer, 1863)
- Ategumia longidentalis (Dognin, 1904)
- Ategumia matutinalis (Guenée, 1854)
- Ategumia nalotalis (Schaus, 1924)